# Mimela costata
Mimela costata är en skalbaggsart som beskrevs av Hope 1839. Mimela costata ingår i släktet Mimela och familjen Rutelidae. Inga underarter finns listade i Catalogue of Life.